# Radničko samoupravljanje
Radničko samoupravljanje (engleski: Worker self-management ili francuski: Autogestion) je oblik radničkog odlučivanja u 
poduzećima, u kojem radnici sami izabiru i odlučuju (oko pitanja kao što su briga o 
korisnicima, opće metode proizvodnje, planiranje, podjela rada i sl.), umjesto 
vlasnika ili tradicionalnih nadzornika koji su radnicima naređivali što učiniti?, kako to učiniti? i gdje to učiniti?. Primjeri takvog oblika samoupravljanja pojavili su se za španjolske revolucije (tijekom Španjolskog građanskog 
rata), zatim u Titovoj Jugoslaviji, potom u Argentini, kao ozdravljenih tvornica (španjolski: Fabrica recuperada), zatim su to bile tvornice LIP u Francuskoj 1970-ih, zadruga Mondragón, koja je najveća korporacija u Baskiji i AK Press u Sjedinjenim Američkim Državama, uz još neke manje primjere.
U Argentini se pokret za ozdravljenje tvornica, javio kao spontani pokušaj radnika 
da preuzmu kontrolu nad tvornicama u kojima su dotada radili, obično bi to bilo 
nakon proglašenja stečaja, ili nakon nasilne okupacije tvornica da se izbjegne 
gašenje i likvidacija tvornice. Španjolski glagol recuperar ne znači samo "vratiti", "uzeti natrag" ili "povratiti", već i "vratiti natrag u dobrom stanju" - ozdraviti. Ispočetka se ovaj argetinski oblik radničkog samoupravljanja odnosio isključivo na industrijska postrojenja, potom se počeo širiti i na ostala poduzeća npr. Hotel Bauen u Buenos Airesu.
Radničko samoupravljanje je vrlo čest model odlučivanja koji se koristi u onim dijelovima gospodarskog sustava gdje postoji zajednička imovina kao što su radničke zadruge, radnička vijeća, participativna ekonomija (radničko dioničarstvo), i slični aranžmani u poduzeću, gdje se radi bez vlasnika (gazde). Donošenje odluka se ne odnosi na konzultiranje svih zaposlenika za bilo koji mali problem, jer bi to bilo dugotrajno i neučinkovito. Primjeri iz dosadašnje prakse, pokazuju da se samo velike odluke donose od strane svih zaposlenih tijekom sastanaka Radničkog vijeća, dok male odluke donose oni koje su radnici ovlastili da ih provode i vrše koordinaciju s ostalima i slijede generalne crte dogovorenog.

## Teorija radničkog samoupravljanja
Radničko samoupravljanje je prvi teoretski obradio i iznio na svijetlo dana kao mogućnost francuski filozof anarhist Pierre Joseph Proudhon u prvoj polovini 19. stoljeća. Zatim je to postao 
glavni cilj nekih sindikalnih organizacija, posebice revolucionarnih sindikalnih organizacija krajem 19. stoljeća u Francuskoj i cehovskog socijalizma u Velikoj Britaniji početkom 20. stoljeća oba dva pokreta urušila su se ranih 1920-ih godina. Francuski sindikat CFDT ("Confédération Française Démocratique du Travail") uključio je Radničko samoupravljanje u svoj program 1970. godine, ali ga je kasnije napustio. Filozofiju i prednosti radničkog 
samoupravljanja je promicao američki sindikat Industrial Workers of the World 
(IWW), od svog osnutka 1905.

## Povijest radničkog samoupravljanja
Jedan važan eksperiment s radničkim samoupravljem dogodio se tijekom španjolske revolucije (1936. – 1939.). 
1950-ih, na vrhuncu hladnog rata, Titova Jugoslavija zagovarala je socijalistički inačicu radničkog samoupravljanje (Autogestion), što nije bilo u istom pravcu razmišljanja s Moskvom, koja je nasuprot tome prakticirala središnje planiranje i državno vlasništvo nad industrijom i gospodarstvom. Jugoslavensko gospodarstvo je bilo organizirano u skladu s idejnim smjernicama Tita i teoretskim i praktičkom razradama Edvarda Kardelja. Veliki doprinos teoriji i praksi radničkog samoupravlja dao je i hrvatski znanstvenik Branko Horvat. Uz izuzetak krize koja je izbila sredinom 1960-ih, gospodarstvo zemlje je bilo stalno u uzlaznoj liniji za vrijeme Titovog radničkog samoupravljanja (1952. – 1980.). Nezaposlenost je bila relativno niska, obrazovna struktura radništva i stanovništva stalno se poboljšavala. Očekivana životna dob (tad je bila oko 72 godine) i životni standard građana Jugoslavije bio je gotovo jednak životnom vijeku i životnom standardu građana "zapadnih" kapitalističkih zemalja poput Italije, Francuske, Sjedinjenih Američkih država. Ipak, toj slici je uvelike pridonio ondašnji međunarodni politički položaj SFRJ, koja je onda bila potrebna kao onakva i Zapadu i Istoku. Zato su Jugoslaviju često puta spašavali povoljni gospodarski aranžmani i spasonosni krediti koje od Zapada i Istoka dobivaju isključivo zemlje koje su važni strateški partneri, ali samo u razdoblju kad to jesu. Gubljenjem značaja Jugoslavije, Jugoslaviji je bilo dostupno sve manje i manje povoljnih gospodarskih aranžmana i spasonosnih financijskih injekcija koje su spašavale Jugoslaviju kadgod bi se našla u škripcu.
Zbog tadašnje deklarirane jugoslavenske neutralnost i vodeće uloge u Pokretu nesvrstanih, Jugoslavenska poduzeća trgovala su otvoreno i sa zapadnim i istočnim zemljama. U Africi, Aziji i nešto manje u Europi tadašnja jugoslavenska samoupravna poduzeća gradila su velike infrastrukturne i industrijske objekte.
Vrhunac samupravnog koncepta društva bile se ustavne promjene iz 1974. Ustav SFRJ 1974., od tada je samoupravljanje postalo model upravljanja cijelim društvom. Sve organizacije morale su postati - samoupravne. Sustav se počeo jako širiti i vodoravno i okomito, osnivane su vrlo komplicirane i neučinkovite Udružene samoupravne interesne zajednice - USIZI, koje su trebale ponovno po načelima samoupravljanja donositi ključne odluke za svoja interesna područja. Kako se takav model upravljanja društvom širio, istom brzinom se počeo i urušavati do konačnog sloma 1990.
Nakon velikih studentskih nemira i društvenih previranja svibanj 68 u Francuskoj, Tvornica satova Lip, sa sjedištem u Besançonu, postala je samoupravna 1973. godine, nakon što je uprava poduzeća donijela odluku o likvidaciji. Iskustvo Lip-ove tvornice postalo je znakoviti društveni sukob u post 68- osmaškoj Francuskoj. Rukovoditelj sindikata Confédération Française Démocratique du Travail - CFDT Charles Piaget vodio je štrajk u kojem su radnici preuzeli sredstva za proizvodnju. Ujedinjena Socijalistička stranka (PSU), u koju su tad bili uključeni i bivši članovi Radikalne i socijalističke stranke Pierra Mendèsa-Francea bili su na strani radnika i samoupravljanja ( autogestion)

## Južna Amerika
U listopadu 2005. održan je u Caracasu, Venezuela - Encuentro Latinoamericano de Empresas Recuperadas ( "Susret Latinoameričkih preuzetih/ozdravljenih poduzeća") na kojem su se okupili predstavnici 263 takvih poduzeća iz različitih zemalja Latinske Amerike kojesu prolazile kroz slične gospodarske i socijalne situacije. Sastanak je kao svoj glavni rezultat donio - Compromiso de Caracas (Dogovor iz Caracasa); glavne smjernice pokreta.
Tijekom 1990-ih u Argentinskoj južnoj pokrajini Neuquén, dogodio se niz vrlo kriznih i dramatičnih ekonomskih i političkih događaja, koji su u konačnici doveli do pobune građana. Iako se prvo radničko preuzimanje dogodilo u jednoj jedinoj tvornici, postupno su iz većine poduzeća u pokrajini istjerani njihovi vlasnici, tako da su do 2005. godine radnici kontrolirali većinu tvornica.
Na vrhuncu ekonomske krize 2001., oko 200 argentinskih poduzeća su "preuzeli/ozdravili" njihovi radnici i pretvorili u zadruge (cooperative). Najupečatljivi primjeri su; Tvornica Brukman, Hotel Bauen i FaSinPat (ranije poznat kao Zanon). 
Tako da je 2005. godine, oko 15.000 argentinskih radnika upravljalo i radilo u ozdravljenim tvornicama.
Fenomen fabricas recuperadas ( "ozdravljenih/preuzetih tvornica") nije nov u Argentini, upravo suprotno. Samo je to potpuno zatrto i ugušeno kao i bilo koji oblik socijalnog pokreta za vrijeme tzv "Prljavog rata" iz 1970. (vladavina hunte). Kao revolt na to dugo zatiranje, već za nekoliko prvih mjeseci (svibanj-srpanj 1973.) vladavine umjerenog lijevog peronista Héctor Cámpora, zbilo oko 600 socijalnih sukoba, štrajkova i zauzimanja tvornica.
Mnoge preuzete/ozdravljene tvornice djeluju kao zadruge i svi radnici primaju istu plaću. Važne odluke koje se odnose na upravljanje poduzećem, donose se na zborovima svih radnika glasovanjem, a ne donese ih profesionalni menadžeri.
Profilacija tih "preuzetih/ozdravljenih poduzeća i tvornica", dovela je do formiranja pokreta ozdravljenih tvornica, koji je stupio u bliske veze s različitim političkim mrežama, u kojima su socijalisti, peronisti, anarhisti i komunisti. Organizacijski su se izdvojile dvije velike federacije ozdravljenih poduzeća, veća Movimiento Nacional de Empresas Recuperadas - MNER (Nacionalni pokret ozdravljenih poduzeća)-ljevičarska i manja Movimiento Nacional de Fabricas Recuperadas - MNFR (Nacionalni pokret ozdravljenih tvornice) sklonija desnici. Još poneki radnički sindikat, kao i nezaposleni (znani kao piqueteros), stare radničke zadruge i niz političkih skupina, također je pružilo podršku za takav oblik preuzimanje vlasti u poduzećima. U ožujku 2003., uz pomoć MNER-a, bivši radnici luksuznog hotela Bauen okupirali su zgradu i preuzeli kontrolu nad njom.
Jedna od najvećih teškoća s kojim se pokret dotiče je odnos i način na koji se klasično (kapitalistički vođena) upravljana poduzeća odnose prema preuzetim/ozdravljenim poduzećima. Ona u većini slučaja iz kojekakvih razloga (a najčešće je to - ideološko neprijateljstvo prema samom principu samoupravljanja) ne žele raditi niti trgovati s takvim društvima, te ih dovode u izolaciju, a tako nemogu opstati u tržnom gospodarstvu. Takvim poduzećima je zasad najlakše raditi s drugim sličnim poduzećima u jednoj vrsti alternativnog ekonomskog sustava i na taj način upravljati do kritične veličine i snage koja će im omogućiti pregovare i tržišnu utakmicu s uobičajenim kapitalističkim poduzećima.

## Vanjske poveznice
- Praxis 1969 1-2:Marx i revolucija - Rudi Supek  Arhivirana inačica izvorne stranice od 20. kolovoza 2008. (Wayback Machine)
- Autogestion, or Henri Lefebvre in New Belgrade (engl.)
- Argentinian workers preparing to defend control of factory
- THE NEW RESISTANCE IN ARGENTINA  Arhivirana inačica izvorne stranice od 5. ožujka 2016. (Wayback Machine) (engl.)
- Self-management and Requirements for Social Property: Lessons from Yugoslavia by Diane Flaherty (engl.)
- Worker self-management in historical perspective by James Petras and Henry Veltmeyer (engl.)
- Yugoslavia: Trouble in the Halfway House by Melvin D. Barger  Arhivirana inačica izvorne stranice od 18. ožujka 2005. (Wayback Machine) (engl.)
- Sources Of The Democratic Deficit In The Yugoslav System Of "Self-Government" Dan Jakopovich  Arhivirana inačica izvorne stranice od 21. lipnja 2009. (Wayback Machine) (engl.)
- Mondragón Corporation
- Solidarity Economy: economic democracy theory and analysis (engl.)
- Movimiento Nacional de Fabricas Recuperadas  Arhivirana inačica izvorne stranice od 18. veljače 2007. (Wayback Machine) (šp.)
- Movimiento Nacional de Empresas Recuperadas  Arhivirana inačica izvorne stranice od 19. veljače 2007. (Wayback Machine) (šp.)
- Selbsthilfe von Erwerbslosen in Krisenzeiten. Die empresas recuperadas in Argentinien, by Kristina Hille  Arhivirana inačica izvorne stranice od 5. siječnja 2013. (Wayback Machine)